# Chiesa di San Giovanni (Sohrol)

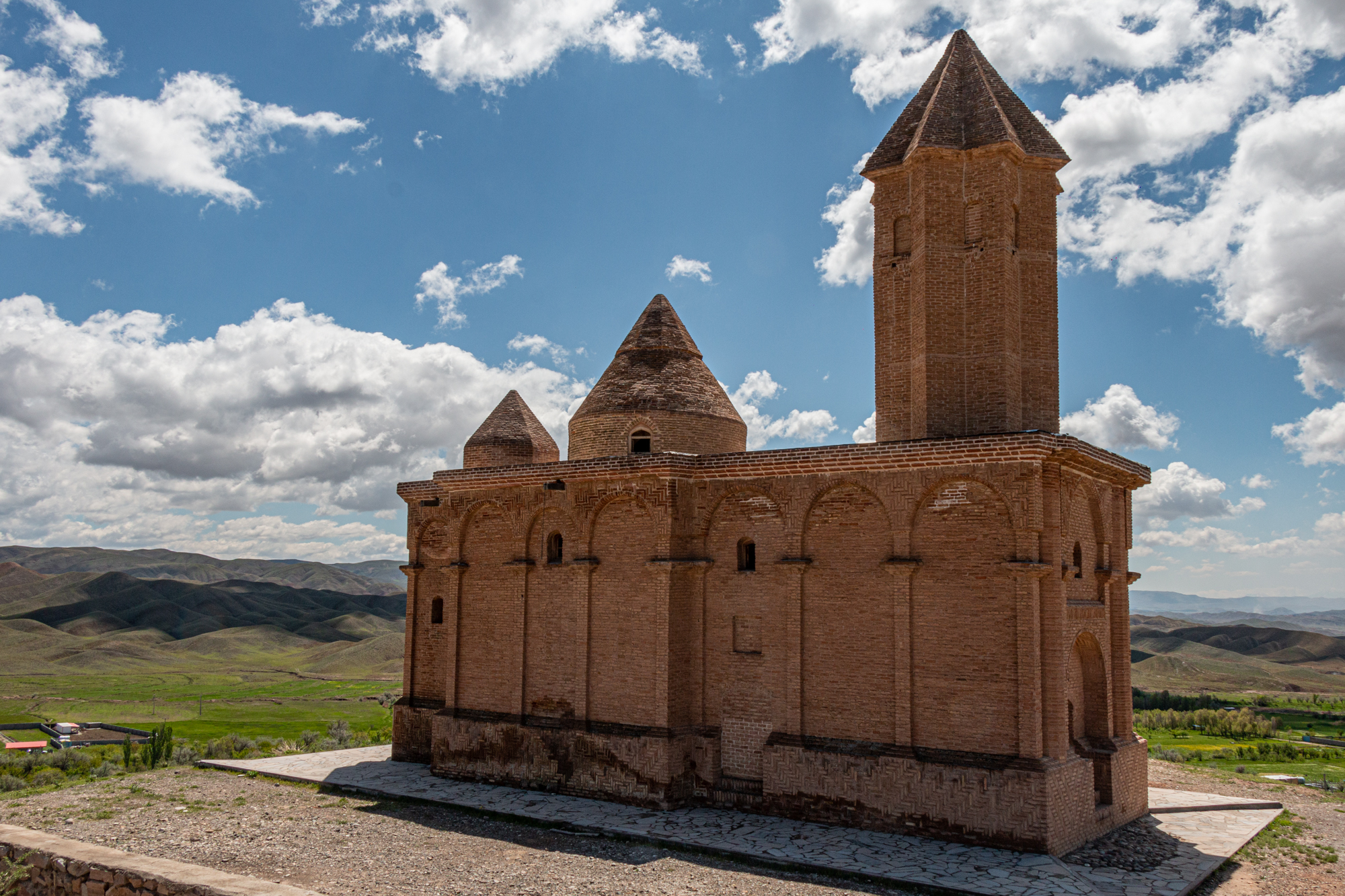
Vista laterale

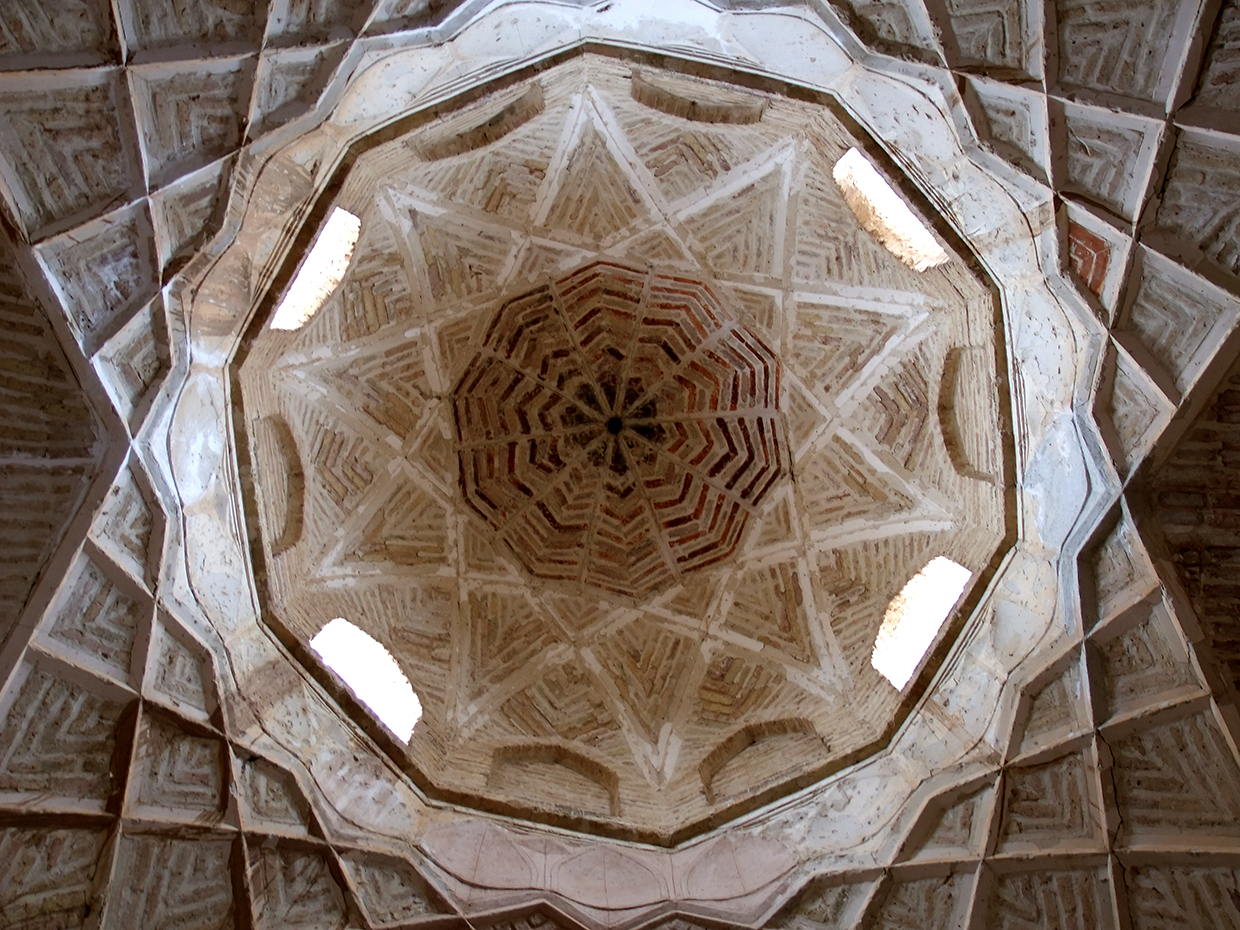
Interno della chiesa

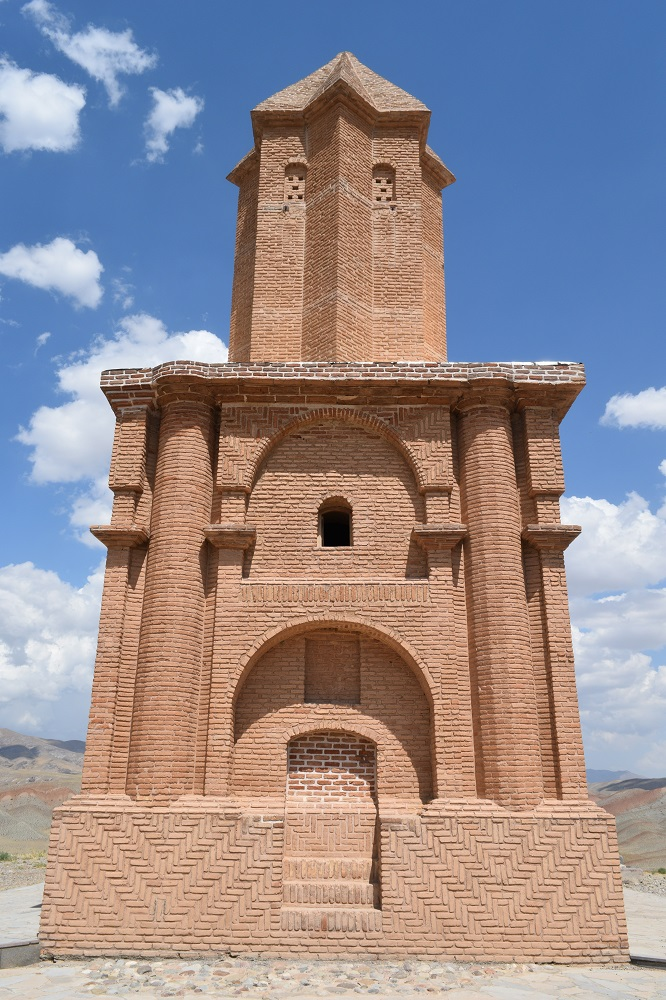
Chiesa di San Giovanni

La chiesa di San Giovanni (in armeno Սուրբ Յովհաննէս Եկեղեցի?) è una chiesa armeno-cattolica del V o VI secolo situata a Sohrol, contea di Shabestar, provincia dell'Azerbaigian orientale, in Iran. Fu ricostruita nel 1840 da Samson Makincev (Sam Khan), generale russo del battaglione Bogatyr, utilizzando mattoni sulle fondamenta della chiesa più antica. È stata aggiunta alla lista dei patrimoni nazionali dell'Iran nel 1968.
La chiesa di San Giovanni si erge su una collina all'estremità sud-occidentale del villaggio di Sohrol, a circa 25 km in linea d'aria o 35 km su strada a nord di Tabriz, a circa 13 km dalla strada asfaltata Tabriz–Marand.

## Storia
Nel V e VI secolo d.C. fu costruita una chiesa sul sito, che era in rovina nel XIX secolo. Nel 1840, con i fondi di un ricco armeno di nome Hagubov, sotto la direzione dell'architetto russo Samson Jakovlevič Makincev (Самсо́н Я́ковлевич Маки́нцев, noto anche come Sam Khan, سامسونخان), membro del Battaglione Bogatyr , costruì una nuova chiesa armena. Nel 1936 la chiesa fu gravemente danneggiata da un terremoto e le porte e le finestre dell'edificio furono poi saccheggiate. A causa dell'emigrazione dei cristiani armeni dopo la seconda guerra mondiale e in particolare durante l'epoca dell'Armenia sovietica, la chiesa rimase orfana.

## Architettura
La chiesa è lunga 18,45 m. È larga 5,7 m nell'area dell'altare e larga 4,5 m nel resto. È fatta di mattoni. Le tre parti dell'edificio sono un androne ad ovest, un salone centrale a pianta rettangolare al centro e la zona dell'altare ad est.
La chiesa presenta tre diverse cupole: sopra l'ingresso occidentale, un campanile a sezione ottagonale sormontato da una cupola piramidale a ventaglio, sopra l'aula centrale una grande cupola conica, e sopra l'altare una cupoletta con copertura piramidale ottagonale.